# Honghu
För andra betydelser, se Honghu (olika betydelser).
Honghu är en stad på häradsnivå som lyder under Jingzhous stad på prefekturnivå i Hubei-provinsen i centrala Kina.